# Litecoin
Litecoin (від англ. Lite — «легкий», англ. Coin — «монета») — форк Bitcoin, пірінгова електронна платіжна система, що використовує однойменну криптовалюту.
Створення і надсилання Litecoin ґрунтується на протоколі без централізованого адміністрування, заснованому на технології Bitcoin. Програма має відкритий вихідний код.
Litecoin замислювався розробниками, як еволюція Bitcoin і має ряд відмінностей від нього. Станом на 18 жовтня 2015 1 LTC коштував приблизно 3 USD на біржі BTC-E і був другою за величиною капіталізації криптовалютою у світі.
Litecoin можуть використовуватися для обміну на bitcoin або звичайні гроші в обмінниках, а також для електронної оплати товарів і послуг у продавців, готових їх приймати.
Для забезпечення функціонування та захисту системи використовуються криптографічні методи.

## Історія
Проект Litecoin був задуманий і створений Чарльзом Лі як альтернатива Bitcoin, програмний код якого був взятий за основу. Проект був запущений 13 жовтня 2011 року.
Платіжна система Litecoin підтримується одночасною роботою великої кількості копій програми-клієнта, відкритий вихідний код якої був опублікований на сервісі GitHub 7 жовтня 2011 року. Станом на лютий 2014 поточною версією клієнта є 0.8.6.2. Нова версія включає в себе поліпшення безпеки та продуктивності програми-клієнта і мережі в цілому. Також у версії 0.8.6.1 операційна комісія була зменшена в 20 разів. Також можуть виходити інші клієнти.
У квітні 2013 року в новинах Litecoin позначалася як альтернатива / резерв / заміна Bitcoin.
У листопаді 2013 року капіталізація Litecoin в доларах США значно зросла, збільшившись на 100 % протягом 24 годин. В історії позначені різні діапазони курсового коливання — 1 LTC на початку минулого року можна було купити за $5, а до кінця за $370. У серпні 2021 року капіталізація Litecoin складала 12,2 мільярдів доларів.
У травні 2017 року у програмному забезпеченні Litecoin була активована підтримка SegWit. У вересні 2017 року були проведені перші атомарні транзакції. Протягом 4 днів були проведені транзакції між Litecoin та Decred, Litecoin та Vertcoin, Litecoin та Bitcoin.

## Порівняння Bitcoin і Litecoin

### Адреса
У мережах Bitcoin і Litecoin транзакції здійснюються за адресами. Звичайні адреси Bitcoin складаються з 27-34 символів і починаються з 1 або 3. Адреси Litecoin складаються з 33 символів і завжди починаються з букви L.

### Майнінг
Для підтримки працездатності мережі, а також для забезпечення необхідного рівня захищеності (зокрема, для запобігання можливості «подвійної витрати») використовується механізм циклічного хешування. У випадку, якщо числове значення хешу заголовка блоку дорівнює або нижче згенерованого системою параметра, умова вважається виконаною і створюється новий блок. В іншому випадку, змінюється блок випадкової інформації в заголовку і хеш перераховується. Коли варіант знайдений, вузол розсилає отриманий блок іншим підключеним вузлам. Інші вузли перевіряють блок. Якщо помилок немає, то блок вважається доданим в ланцюжок і наступний блок повинен включити в себе його хеш.
Результат хешування практично непередбачуваний. Таким чином, імовірність створити новий блок для кожного окремо взятого користувача дорівнює відношенню кількості хешів в секунду (виражається звичайно в KH / s), обчислюваного на його обладнанні, до кількості обчислюваних хешів в секунду у всій мережі. Той, хто створив новий блок, отримує винагороду з деякої кількості нових монет. Процес пошуку відповідного хешу для формування нового блоку називається Майнінг.
За знаходження нового блоку в мережі встановлена нагорода, спочатку рівна 50 LTC і зменшена вдвічі за кожні 840 000 блоків.
Для доказу виконання роботи Bitcoin використовує хеш-функцію SHA256, що робить майнінг Bitcoin приголомшливо паралельним завданням. Litecoin використовує scrypt як доказ виконання роботи. Хеш-функція scrypt використовує SHA256 як підпрограму, покладаючись на велику кількість арифметичних обчислень, але також вимагаючи наявності швидкого доступу до великих обсягів пам'яті. Це робить запуск декількох екземплярів scrypt на Арифметико-логічний пристрій сучасної відеокарти набагато складнішим завданням. Це також означає, що вартість виробництва спеціалізованого обладнання для майнінгу на інтегральних схемах спеціального призначення (ASIC) або на ПКВМ буде значно вище, ніж вартість виробництва подібних пристроїв для SHA256.
Оскільки сучасні GPU володіють великими обсягами пам'яті, вони більшою мірою придатні для майнінгу Litecoin, проте їх перевага в порівнянні з CPU є менш значною, ніж у випадку з Bitcoin (перевага в 10 разів проти 20 для Bitcoin).
Параметри функції scrypt що використовуються Litecoin (N = 1024, p = 1, r = 1) дозволяють користувачам, що не майнять Litecoin запускати клієнт в багатозадачному режимі, не зачіпаючи продуктивність системи. Ці параметри, за твердженням Коліна Персиваля, творця scrypt, також зменшують ефективність використання ASIC приблизно в 10 разів.
Оскільки імовірність створення нового блоку та отримання нагороди залежить від обчислювальної потужності обладнання користувача, то із зростанням кількості майнерів і їх сумарної продуктивності для звичайного користувача шанс вельми невисокий. Щоб підвищити ймовірність отримання нагороди, майнери об'єднують свої обчислювальні потужності в пули. У разі успіху нагорода розподіляється між учасниками.

### Швидкість проведення транзакції
Складність обчислення Litecoin підбирається таким чином, щоб, в середньому, один блок генерувався 2,5 хвилини, що в чотири рази швидше, ніж Bitcoin, що дозволяє швидше отримувати підтвердження транзакцій.
Транзакція, як правило, вважається завершеною після 6 блоків, або 15 хвилин.

### Загальна кількість монет
Емісія Litecoin алгоритмічно обмежена. Максимальна кількість litecoin, яке увійде в обіг, перевищує максимальне число bitcoin в 4 рази (84 млн проти 21 млн). Первісна нагорода за кожен блок дорівнює 50 litecoin. Швидкість генерації litecoin зменшується вдвічі за кожні 840 000 блоків, що в 4 рази більше блоків, ніж з Bitcoin. Оскільки блоки litecoin формуються в 4 рази швидше, ніж блоки bitcoin, це означає, у них темпи емісії та винагороди будуть подібні. Наприклад, до 2020 року близько 3/4 всіх litecoin будуть згенеровані.

### Обмін
Litecoin можна обміняти як на фіатні гроші, так і на інші криптовалюти. Переважно обміни відбуваються на онлайн-майданчиках обміну. Оборотні транзакції (наприклад, через банківські картки) зазвичай для покупки Litecoin не використовуються через побоювання зворотнього платежу, тому що транзакції з передачі самих Litecoin незворотні.

## Атака 'Time Warp'
За вимогу до хешу блоків в мережі Litecoin відповідає параметр, званий «складність». Через те, що обчислювальні потужності мережі непостійні, цей параметр перераховується клієнтами мережі таким чином, щоб один блок генерувався приблизно 2,5 хвилини. Атака «Time Warp» заснована на помилці, притаманній Bitcoin і всім його форкам (у тому числі Litecoin). Помилка полягає в тому, що під час перерахунку складності невірно обробляється останній блок. Зловмисник може неодноразово спробувати дозволити останній блок перед перерахунком, приписавши йому тимчасову позначку, яка на дві години перевищує поточний час, тим самим зменшуючи складність приблизно на 0,5 %. Через баг ці додаткові дві години не враховуються при наступному перерахунку. Як тільки складність досить сильно впаде, можна приступати до майнінгу «швидких» litecoin. Таким чином, зловмисник, що володіє 51 % обчислювальної потужності мережі, може знизити складність до одиниці та почати майнити новий форк. Для мережі Bitcoin дана атака практично нездійсненна, тому що ймовірністю дозволяти останній блок перед перерахунком кожні два тижні при поточній потужності мережі та складності можна знехтувати.